# Torneo de Gstaad 2016
El Swiss Open Gstaad 2016 fue un torneo de tenis. Perteneció al ATP Tour 2016 en la categoría ATP World Tour 250. El torneo se jugó en la ciudad de Gstaad, Suiza, desde el 18 de julio hasta el 24 de julio de 2016 sobre tierra batida.

## Cabezas de serie

### Masculino
| Tenista            | Ranking | Preclasificada |
| Feliciano López    | 20      | 1              |
| Gilles Simon       | 28      | 2              |
| Albert Ramos       | 35      | 3              |
| Thomaz Bellucci    | 49      | 4              |
| Guido Pella        | 51      | 5              |
| Fernando Verdasco  | 59      | 6              |
| Mijaíl Yuzhny      | 63      | 7              |
| Paul-Henri Mathieu | 66      | 8              |

- Ranking del 11 de julio de 2016

### Dobles
| Tenista                        | Ranking | Preclasificada |
| Mate Pavić Michael Venus       | 77      | 1              |
| Aisam-ul-Haq Qureshi André Sá  | 94      | 2              |
| Dominic Inglot Denis Istomin   | 130     | 3              |
| Julio Peralta Horacio Zeballos | 137     | 4              |

## Campeones

### Individual Masculino
Feliciano López venció a  Robin Haase por 6-4, 7-5

### Dobles Masculino
Julio Peralta /  Horacio Zeballos  vencieron a  Mate Pavić /  Michael Venus por 7-6(2), 6-2